# Rémy Loret
Pour les articles homonymes, voir Loret.
Rémy Loret, né le 19 août 1972 à Argenton-sur-Creuse (Indre), est un footballeur français. 
Il évoluait au poste de milieu de terrain, et a joué pour trois clubs professionnels français : le Toulouse FC, le SC Bastia et le Nîmes Olympique, où il a terminé sa carrière en 2000. 
Formé au Toulouse Football Club, il a décidé de se reconvertir au sein du club, dont il a intégré la direction générale à l'été 2008. Il est depuis lors directeur du centre de formation.

## Carrière de joueur
- 1991-1998 : Toulouse FC -  France
- 1995-1996 : SC Bastia -  France
- 1998-2000 : Nîmes Olympique -  France